# Günter Wiesenack
Günter Wiesenack (* 1915; † 12. November 1974) war ein deutscher Ingenieur und Autor.

## Leben
Günter Wiesenack wurde 1915 geboren und schloss nach seiner allgemeinen Schulausbildung seine Ausbildung als Diplom-Ingenieur ab. In weiterer Folge arbeitete er unter anderem als TÜV-Mitarbeiter und war ab 1960 geschäftsführender Direktor des damaligen VdTÜV in Essen. Nebenbei betätigte er sich jahrzehntelang auch schriftstellerisch und brachte etwa 1949 das Werk Sieben Segel sind im Wind. Ein Stück für Junge Menschen in drei Akten heraus. Zwei Jahre später folgte 1:0 – der Wind! Ein Spiel für Junge Pioniere in zwei Akten, das anlässlich der Weltfestspiele der Jugend und Studenten veröffentlicht wurde. Über den Kinderbuchverlag Berlin folgte 1953 das Buch Kohle, Kraft, Kilowatt. Ein Besuch im Großkraftwerk in erster Auflage, das durch Hans Räde illustriert worden war. In der Schriftenreihe des Bundesministers für Atomkernenergie und Wasserwirtschaft, Strahlenschutz erschien im Jahre 1961 Günter Wiesenacks Schrift Überwachung der Radioaktivität in Staub- und Regenniederschlägen. Im Carl Heymanns Verlag mit Sitz in Köln veröffentlichte Wiesenack im Jahre 1971 das Werk Wesen und Geschichte der Technischen Überwachungsvereine, in dem er auf über 200 Seiten auf die Geschichte und das Wirken seines damaligen Arbeitgebers eingeht.
Am 12. November 1974 starb Wiesenack im Alter von etwa 59 Jahren.

## Werke (Auswahl)
- 1949: Sieben Segel sind im Wind. Ein Stück für Junge Menschen in drei Akten
- 1951: 1:0 – der Wind! Ein Spiel für Junge Pioniere in zwei Akten
- 1953: Kohle, Kraft, Kilowatt. Ein Besuch im Großkraftwerk (Kinderbuch; Illustrationen von Hans Räde)
- 1961: Überwachung der Radioaktivität in Staub- und Regenniederschlägen. In: Schriftenreihe des Bundesministers für Atomkernenergie und Wasserwirtschaft, Strahlenschutz. Heft 22
- 1971: Wesen und Geschichte der Technischen Überwachungsvereine